# Casa Museu Mário Coelho
A Casa Museu Mário Coelho é um museu situado na zona histórica da freguesia de Vila Franca de Xira e serve o propósito de divulgar simultaneamente a tauromaquia e a vida pessoal do matador de toiros Mário Coelho.
Instalada numa velha casa comprada por Mário Coelho, na Travessa do Alecrim, em Vila Franca, a sua abertura resultou de uma parceria, celebrada em outubro de 2001, entre a Câmara Municipal, a Junta de Freguesia de Vila Franca de Xira e o matador de toiros. 
No espólio da Casa-Museu destacam-se fotografias, troféus e os trajes do matador com mais de 40 anos de alternativa, proporcionando o contacto com um período indissociável da história da tauromaquia portuguesa e do Ribatejo. 